# Dezoxiribóz
A dezoxiribóz, pontosabban 2-dezoxi-d-ribóz egy öt szénatomos monoszacharid, aldopentóz. Összegképlete C5H10O4. Szerkezete a ribózéra emlékeztet, azonban a dezoxiribóz molekulájában a 2-es szénatomhoz kapcsolódó hidroxilcsoport helyett hidrogénatom található. Emiatt a dezoxicukrok közé tartozik. Biológiai szempontból jelentős vegyület, ugyanis részt vesz a DNS felépítésében.

## Tulajdonságai
A dezoxiribóz színtelen, kristályos vegyület. Vizes oldatban gyengén mutarotál.

Kémiai egyensúly

## Előfordulása a természetben
A dezoxiribóz főként a sejtmagban előforduló dezoxiribonukleinsav felépítésében vesz részt. A DNS-ben öttagú, furanózgyűrűs alakjában található. A bázisok a DNS-ben a dezoxiribóz glikozidos hidroxilcsoportjához kapcsolódnak, úgynevezett N-glikozidos kötéssel. Nukleinsavakból azonban csak nehezen nyerhető ki hidrolízissel, mert savak hatására könnyen levulinsavvá alakul.

## Előállítása
A dezoxiribóz például d-arabinalból állítható elő vízaddícióval. Léteznek azonban d-glükózból kiinduló eljárások is a dezoxiribóz előállítására.